# Квартет (кондитерская фабрика)
Кондитерская фабрика «Квартет» — российская кондитерская фабрика, расположенная в деревне Патрушевой Тюменского района Тюменской области.
По состоянию на август 2023 года фабрика имеет фирменную торговую сеть, состоящую из 13 магазинов в Тюмени с фабричной продукцией.

## История
Годом основания фабрики считается 1997. Основатель — Семён Исаакович Либерман, первый директор лесопромышленного комбината «Тура» (Тюмень). Название «Квартет» произошло от того, что изначально учредителей компании было четверо.
Производство на фабрике в Тюмени запустили в феврале 1998 года. Первыми конфетами, производимыми на предприятии, стали «Птичье молоко». Однако, помимо этих конфет, производилось ещё 9 видов продукции: зефир, сбивные конфеты, фруктовые и ореховые смеси.
В 2009 году фабрика переехала в деревню Патрушеву. Новое помещение было спроектировано специально для фабрики.
В 2017 году между фабрикой и предпринимателем из Нижневартовска возник конфликт: второй брал продукцию предприятия на реализацию, оказавшейся контрафактной. Объектом спора стали конфеты «Птичье молоко», уже зарегистрированные в качестве товарного знака «Объединёнными кондитерами». Судебное решение по поводу конфет было сделано в пользу «Красного Октября» и «Рот Фронта». После этого, предприниматель приостановил реализацию продукта, а фабрика требует от нижневартовца заплатить за конфеты.
В 2019 году в фирменных магазинах фабрики появилось странное нововведение — наценка на продукцию 2 % при расчёте банковскими картами. В Роспотребнадзоре по Тюменской области сообщили, что данное нововведение незаконно и направили компании предостережение. В ответ на это кондитерская фабрика объявила, что будут скидки для тех, кто оплачивает наличными средствами, а директор компании — Игорь Либерман, опубликовал открытое письмо.

## Награды
Неоднократно фабрика признавалась в производственной сфере лучшим малым предприятием Тюмени. Предприятие получало неоднократно звание «Тюменская марка». Также становилось лауреатом конкурса «Лучшие товары и услуги Тюменской области». Продукция предприятия получала золотые и другие медали региональных и российских выставок.

## Продукция
В день фабрика изготавливает в среднем 1 тонну весовых конфет.
Каждый год ассортимент фабрики увеличивается на 2-3 наименования. Рецептуру и названия изделий придумывают сами сотрудники. С 2018 года на предприятии также стал производиться шоколад в формате плиток, конфет и наборов конфет.
По состоянию на август 2023 года ассортимент фабрики включает более, чем 90 наименований продукции.